# Combat naval de Jambelí
El combat naval de Jambelí, incident de Jambelí o batalla de Jambelí fou un enfrontament naval de la guerra peruanoequatoriana, que tingué lloc el 25 de juliol de 1941 i en el qual van lluitar el canoner equatorià BAE Abdón Calderón i el destructor peruà BAP AlmiranteVillar. Fou l'únic enfrontament naval del conflicte.

## El combat
El dia 24 de juliol de 1941, cap a les 23 hores, el canoner equatorià Abdón Calderón va salpar de Guayaquil per escortar tres petites llanxes de transport (Olmedo, Daysie Edith i Pinta), que duien tropes i material cap a Puerto Bolívar. Els vaixells van arribar sense incidències a Puerto Bolívar. L'endemà, cap a les 10 del matí es va donar l'alarma d'incursió aèria i el Calderón sortí cap al golf de Guayaquil per poder maniobrar amb més facilitat i dirigir-se a Guayaquil. Mentrestant, el destructor peruà Almirante Villar va salpar de Zorritos amb la missió de penetrar en aigües equatorianes i dur a terme tasques de patrulla i reconeixement a la zona. Quan navegava per la zona del canal de Jambelí, va albirar el Calderón. Eren les 11.15 hores.
El vaixell equatorià girà cua i posà proa cap a Puerto Bolívar, mentre disparava alguns trets defensius, iniciats cap a les 11.30. L'Almirante Villar també va efectuar uns quants trets mentre maniobrava en cercles per evitar aproximar-se gaire a la costa, a causa del poc coneixement de la profunditat de la zona del canal. L'intercanvi de trets durà uns 20 minuts, fins que el Calderón es va poder ocultar entre la vegetació de la boca del canal de Jambelí.

## Conseqüències
Segons els informes peruans, el destructor Almirante Villar va continuar sense impediments les seves operacions en aquest teatre d'operacions fins al 1r d'octubre d'aquell any, data en la qual va retornar al port del Callao. L'Abdón Calderón, per la seva banda, va patir danys en la seva caldera, en forçar les màquines durant la fugida i ocultar-se gràcies a la densa vegetació existent al canal de Jambelí i l'estran de Santa Rosa; després tornà a Guayaquil.
Segons els informes militars equatorians, en canvi, el BAP Almirante Villar va rebre danys importants de part del BAE Abdón Calderón i va haver de ser remolcat fins al Callao pel creuer Almirante Grau, versió que s'ha negat sempre des de les fonts peruanes. En qualsevol cas, no hi ha hagut mai proves clares que permetessin demostrar que el destructor peruà rebés impactes i resultés avariat, tal com afirmà el capità de l'Abdón Calderón, Morán Valverde.
Actualment, el canoner Abdón Calderón es pot visitar i es troba en exhibició en un parc de Guayaquil, al costat de les instal·lacions de la comandància de la Primera Zona Naval de l'armada de l'Equador.